# جوستين جوردون
جوستين جوردون (بالإنجليزية: Justin Gordon)‏ هو ممثل أمريكي، ولد في 31 أكتوبر 1978 في الولايات المتحدة.

## وصلات خارجية
- جوستين جوردون على موقع IMDb (الإنجليزية)
- جوستين جوردون على موقع قاعدة بيانات الفيلم (الإنجليزية)